# Mr. Bean va en ville
«Mr. Bean va en ville» est le quatrième épisode de la série télévisée britannique Mr. Bean, produite par Tiger Television pour Thames Television. Il est diffusé pour la première fois sur ITV le 15 octobre 1991, ce soir là, il cumule une audience de 14,42 millions de téléspectateurs.
Il s'agit du premier épisode à être produit et diffusé en stéréo NICAM et le premier à être supervisé par une nouvelle équipe de production : les réalisateurs John Birkin et Paul Weiland (qui travaillent respectivement sur les séquences en studio et sur place) et la productrice Sue Vertue.

## Synopsis

### Acte 1: La Télévision
M. Bean vient d'acheter une télévision portable. Après l'avoir déballé et installé sur une table basse, Bean branche la prise et se demande pourquoi elle ne s'allume pas, pour se rendre compte qu'il a oublié de la relier au câble. Il branche le câble dans la prise, l'antenne à la télévision mais il n'obtient aucune réception, quel que soit l'endroit où il positionne l'antenne. Lorsqu'il pose l'antenne sur le sol et s'assoit sur une chaise à un endroit précis, où il ne voit pas la télévision, elle reçoit soudainement le signal. Il essaie de se pencher pour voir l'écran mais perd la réception lorsqu'il tourne la tête pour voir l'écran. Peu importe ce qu’il fait, il ne peut recevoir le signal que lorsque l’écran n'est pas dans son champ de vision. Ingénieusement, il décide d'enlever tous ses vêtements et d'en habiller la chaise pour qu'elle lui ressemble, et cela finit par fonctionner lorsqu'il y inclut ses sous-vêtements (en utilisant le carton du téléviseur pour se couvrir). Malheureusement, alors que Bean s'assoit pour regarder la télévision, son compteur d'électricité prépayé tombe en panne et coupe le courant, à son grand désespoir.

### Acte 2: Le voleur d'appareil photo
Plus tard dans la journée, Bean se rend à Battersea Park pour essayer son nouvel appareil photo Polaroid devant les statues "Three Standing Figures" . Incapable d'obtenir un selfie net, Bean demande à un passant de le prendre en photo, mais l'homme arnaque Bean et s'enfuit avec l'appareil photo. En réalisant ce qu'il s'est passé, Bean part à la recherche du voleur dans le parc, et le piège en lui mettant une poubelle sur la tête. Le voleur fait des cris de douleurs particulier lorsque Bean le frappe avec un stylo, mais il s'enfuit juste au moment où Bean alerte un policier de passage (Matilda Ziegler) de l'incident. Au poste de police, Bean tente d'identifier le voleur parmi plusieurs coupables potentiels, mais il n'y arrive pas. Il demande au sergent de police de procéder à une légère modification, en demandant aux coupables potentiels de mettre une poubelle sur de leurs têtes. À l'aide de son crayon, Bean frappe chacun d'eux jusqu'à ce qu'il entende le cri de douleur particulier du coupable. Son stratagème est un succès, il retrouve le coupable, et le désigne aux policiers.

### Acte 3: La chaussure et La boîte de nuit
En marchant en ville, Bean ressent une démangeaison dans son pied. Pour soulager cette démangeaison, il enlève sa chaussure, sa chaussette et les place sans le remarquer, sur le toit d'une Mazda 323. Alors qu'il enlève ce qui le démanger, la voiture s'en va avec sa chaussure sur son toit. Bean se retrouve obligé de parcourir la ville à cloche pied, à la poursuite de la voiture. Il s'arrête devant un magasin de chaussures et cherche un modèle identique à celle qui lui reste. Alors qu'il ne veut acheter qu'une chaussure, le vendeur insiste pour qu'il prenne la paire en entier. Finalement, Bean repère la voiture au loin, et saute devant elle, la forçant à s'arrêter et faisant tomber sa chaussure et sa chaussette dans sa main. Il se rechausse et remercie le conducteur.

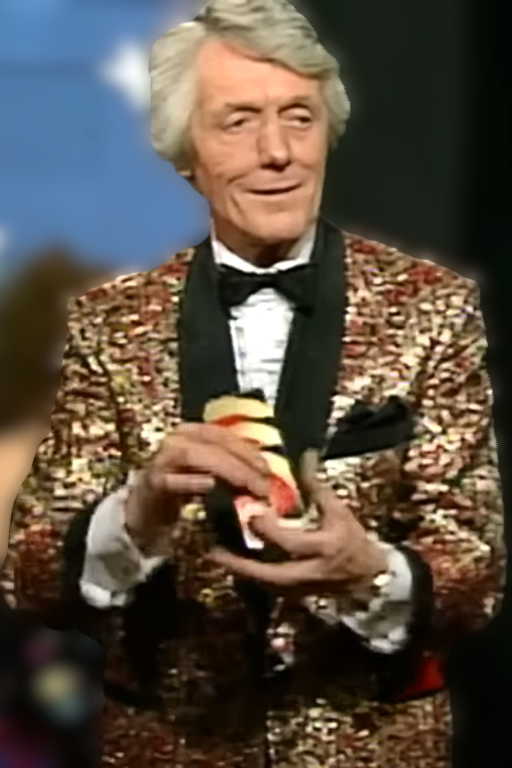
Alan Shaxon interprète Eddie Spangle

Bean se promène en ville la nuit. Devant la vitrine d'un magasin, il essaye de se peigner les cheveux, mais ne voit pas l'arrière de sa tête. Pour résoudre le problème, il fait des photos d'identités dans une cabine mais photographie uniquement l'arrière de sa tête, pour vérifier s'il est bien coiffé. Ensuite, il se rend dans une boîte de nuit appelée «Club Phut» (le nom apparaît déjà comme graffiti au début de «Le Retour de Mr. Bean»), où il retrouve sa petite amie Irma Gobb (également interprétée par Matilda Ziegler). À l'intérieur, se déroule un spectacle de magie exécuté par un magicien nommé Eddie Spangle. En levant le bras pour tenter d'attirer l'attention d'une serveuse, Bean devient malgré lui volontaire pour participer au spectacle de magie, et est amené sur scène. Le magicien prend la montre de Bean pour un tour, ce qui conduit Bean à gâcher le spectacle en retournant le décors pour chercher sa montre, au grand embarras d'Irma. Après l'avoir récupéré, mais voyant Irma partie, Bean se dirige vers la piste de danse du club pour la retrouver, tandis que Spangle, en colère, le cherche pour avoir ruiné son spectacle.
A l'intérieur de la discothèque, Bean trouve Irma en train de danser avec un autre homme. Jaloux, Bean essaie d'intervenir et de reprendre Irma, qui l'ignore et continue de danser avec l'autre homme, ce qui conduit Bean à expulser de force l'homme de la discothèque. Espérant qu'Irma danse avec lui, Bean demande au DJ de changer la musique pour quelque chose de plus romantique. Malheureusement, il retrouve Irma dans les bras de l'autre homme, en train de danser un slow. Humilié, le cœur brisé, Bean sort de la discothèque. Pour se venger, il éteint le disjoncteur dans la rue, laissant la discothèque dans le noir.
Dans la scène de fin, sur le chemin du retour, Bean passe devant un magasin avec plusieurs téléviseurs dans la vitrine. Sa présence rend fait dysfonctionner les écrans lorsqu'il passe devant, écrans qui fonctionnent de nouveau lorsqu'il s'en éloigne. Après le générique de fin, Bean tente une dernière fois d'approcher les écrans, uniquement avec sa main cette fois, mais le résultat est le même, et les écrans se remettent à dysfonctionner.

## Fiche technique
Sauf indication contraire, les informations mentionnées dans cette section peuvent être confirmées par la base de données cinématographiques IMDb,  présente dans la section « Liens externes ».
- Titre original: Mr. Bean Goes to Town
- Réalisation: John Birkin (scènes en studio) et Paul Weiland (scènes en extérieur)
- Scénario: Robin Driscoll, Richard Curtis, et Rowan Atkinson
- Musique: Howard Goodall
- Décors: Ian Russell
- Costumes: Caroline Middleton
- Montage: Nick Ames et Ian Well
- Production: Peter Bennett-Jones, John Howard Davies et Sue Vertue
- Pays de production:   Angleterre
- Langue originale: anglais
- Genre: comédie
- Durée: 24 minutes
- Date de sortie:
  -  Angleterre: 23 avril 1992
  -  France: 13 octobre 1996

## Distribution
Sauf indication contraire, les informations mentionnées dans cette section peuvent être confirmées par la base de données cinématographiques IMDb,  présente dans la section « Liens externes ».
- Rowan Atkinson dans le rôle de Mr. Bean
- Matilda Ziegler dans le rôle d'Irma Gobb et de la policière
- Nick Hancock dans le rôle du voleur de caméra
- Robin Driscoll dans le rôle du sergent de police
- Dursley McLinden dans le rôle du vendeur de chaussures
- Alan Shaxon dans le rôle d'Eddie Spangle
- Julia Howson dans le rôle de Monique
- Richard Marcangelo et Howard Goodall en tant que musiciens
- Mark Khan et Phil Nice en danseurs disco

Photos des acteurs principaux
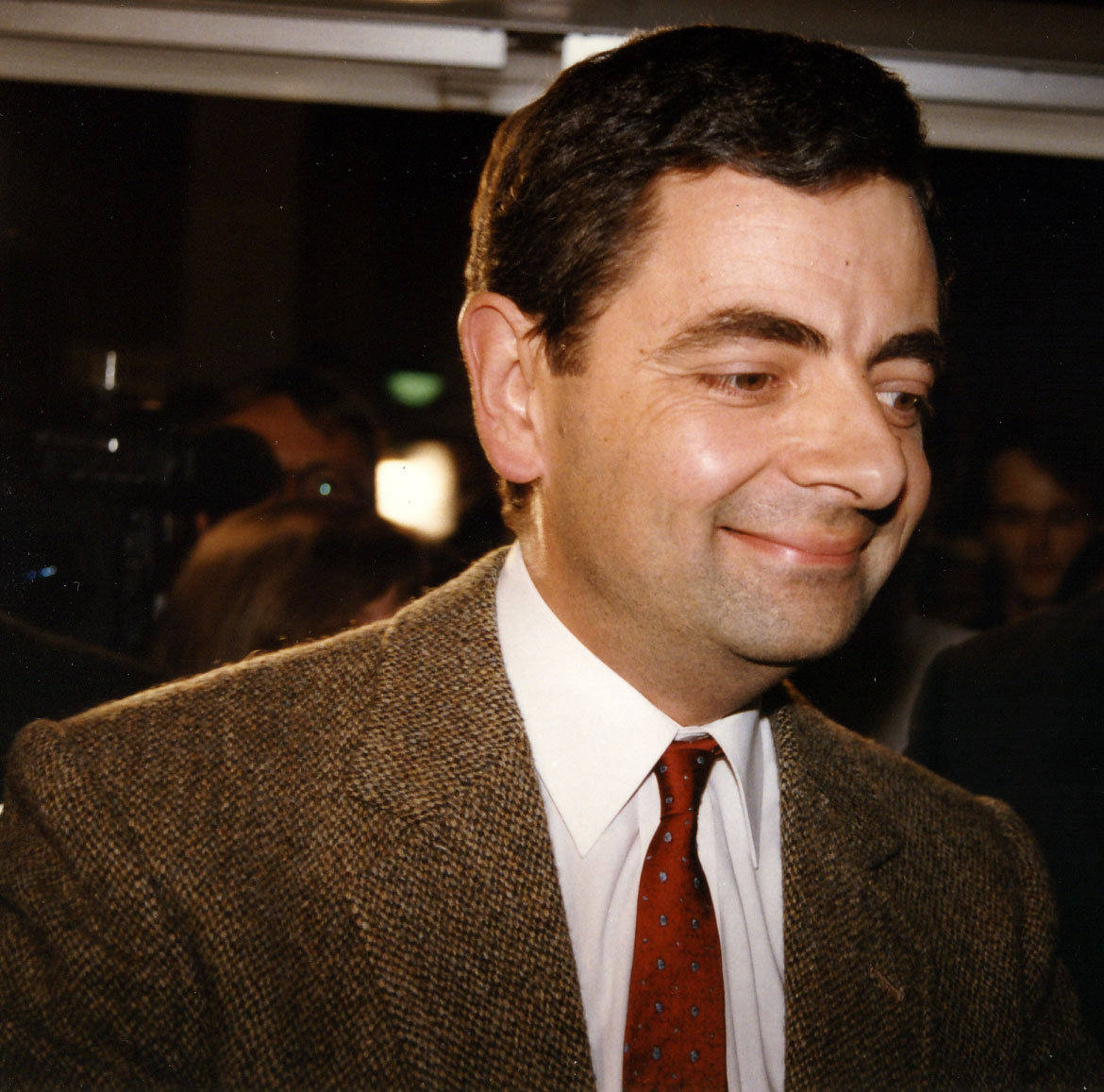
Rowan Atkinson interprète Mr. Bean
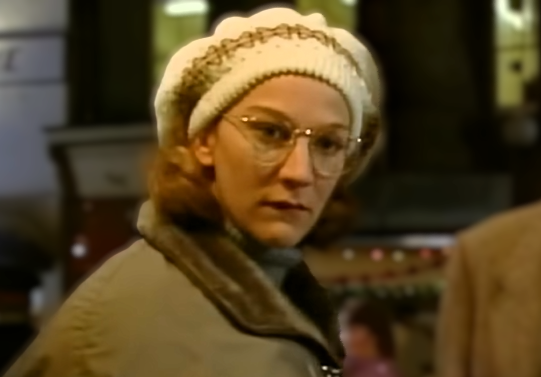
Matilda Ziegler interprète Irma Gobb
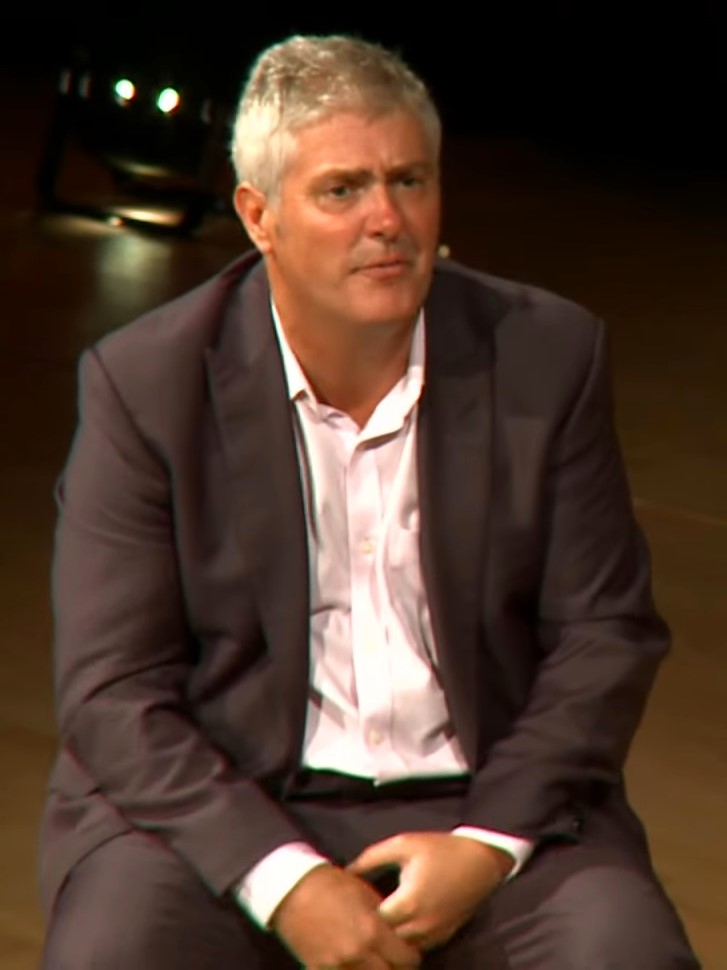
Nick Hancock interprète le voleur
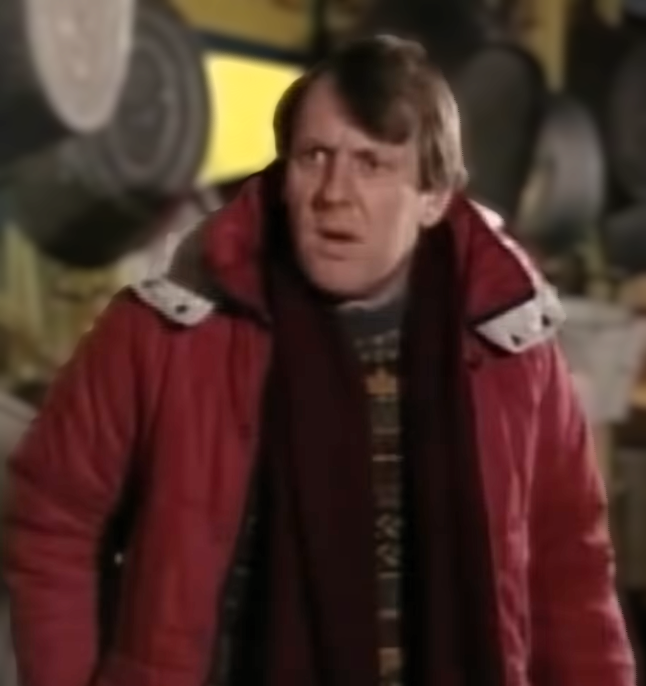
Robin Driscoll interprète le Sergent de police
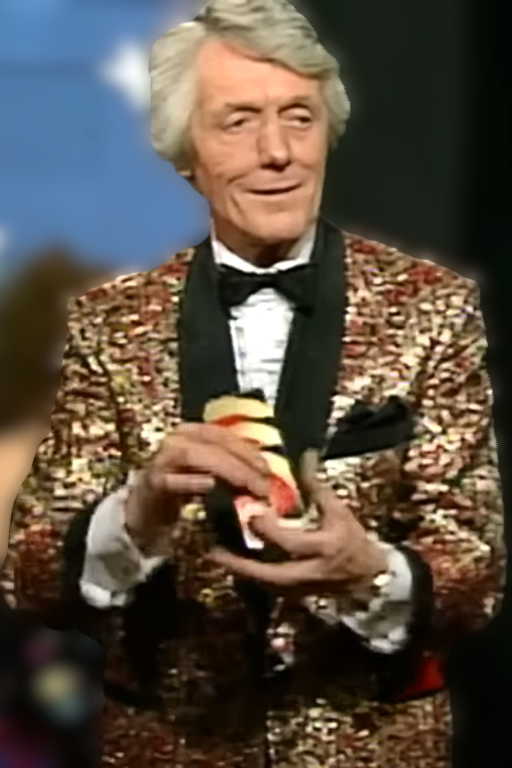
Alan Shaxon interprère Eddie Spangle
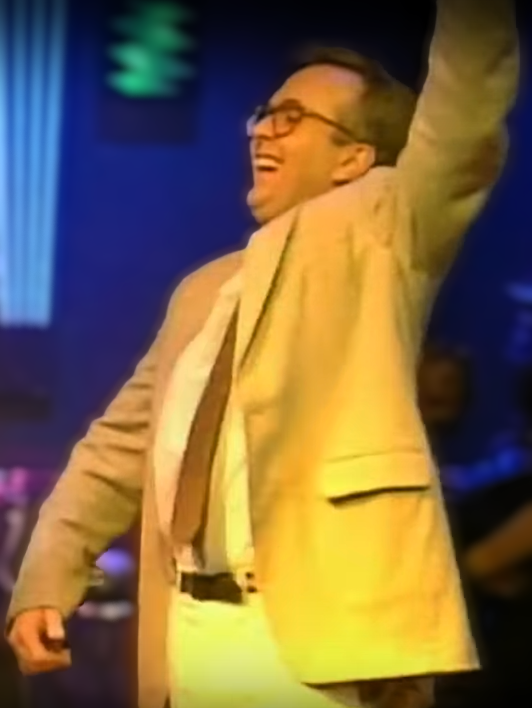
Phil Nice interprète un danseur disco

## Production

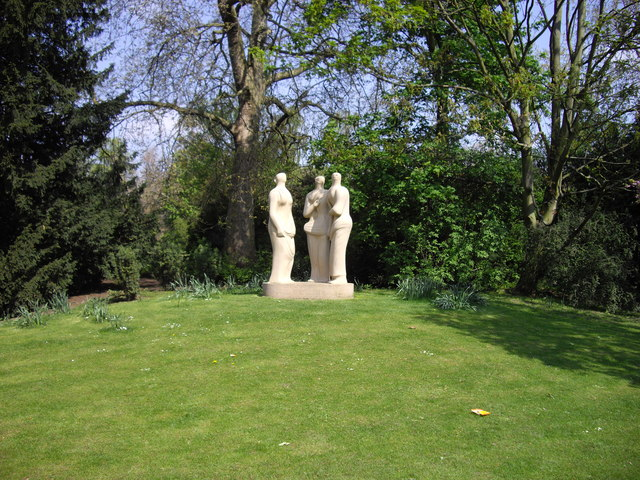
La sculpture «Three Standing Figures» de Battersea Park à Londres

Le lendemain de la diffusion originale de cet épisode, Thames Television, qui avait initialement commandé et diffusé la série au nom du réseau ITV, a appris qu'elle perdrait sa franchise de diffusion à la fin de l'année suivante. Malgré cela Thames continue, à partir de 1992, de travailler sur la série, en tant que société de production indépendante, mais la responsabilité de la commande et de la conformité à la chaîne est transférée à Central Television, qui supervise également d'autres productions indépendantes de Thames pour le réseau ITV.
L'épisode a notamment été tourné à Battersea Park et à Kingston upon Thames. Les scènes extérieures devant l'appartement de Mr. Bean ont été tournées à Surbiton, comme pour plusieurs autres épisodes de la série. L'épisode est tourné en pellicule 35 mm. Les scènes en studio ont été tournées devant un public en direct aux studios Teddington de Thames Television.